# 滋賀県道41号土山蒲生近江八幡線
滋賀県道41号土山蒲生近江八幡線（しがけんどう41ごう つちやまがもうおうみはちまんせん）は、滋賀県甲賀市土山町頓宮附近を起点に近江八幡市岩倉交点に至る21.0 kmの県道（主要地方道）である。

## 概要
古くから人が居住していたので、近辺には多くの遺跡や古墳が残っている。
甲賀市から日野町にかけては林の中を縫うようになっており、非常に狭くて見通しも悪い箇所が続く。

### 路線データ
- 起点：甲賀市土山町頓宮
- 終点：近江八幡市

## 歴史
- 1993年（平成5年）5月11日 - 建設省から、県道日野土山線・県道近江八幡蒲生線が土山蒲生近江八幡線として主要地方道に指定される[1]。

## 路線状況

### 重複区間
- 国道477号（蒲生郡日野町河原二・日野町河原交点 - 東近江市下麻生町）
- 滋賀県道13号彦根八日市甲西線（東近江市川合町 地内）

## 地理

### 通過する自治体
- 甲賀市
- 蒲生郡日野町
- 東近江市
- 近江八幡市

### 交差する道路

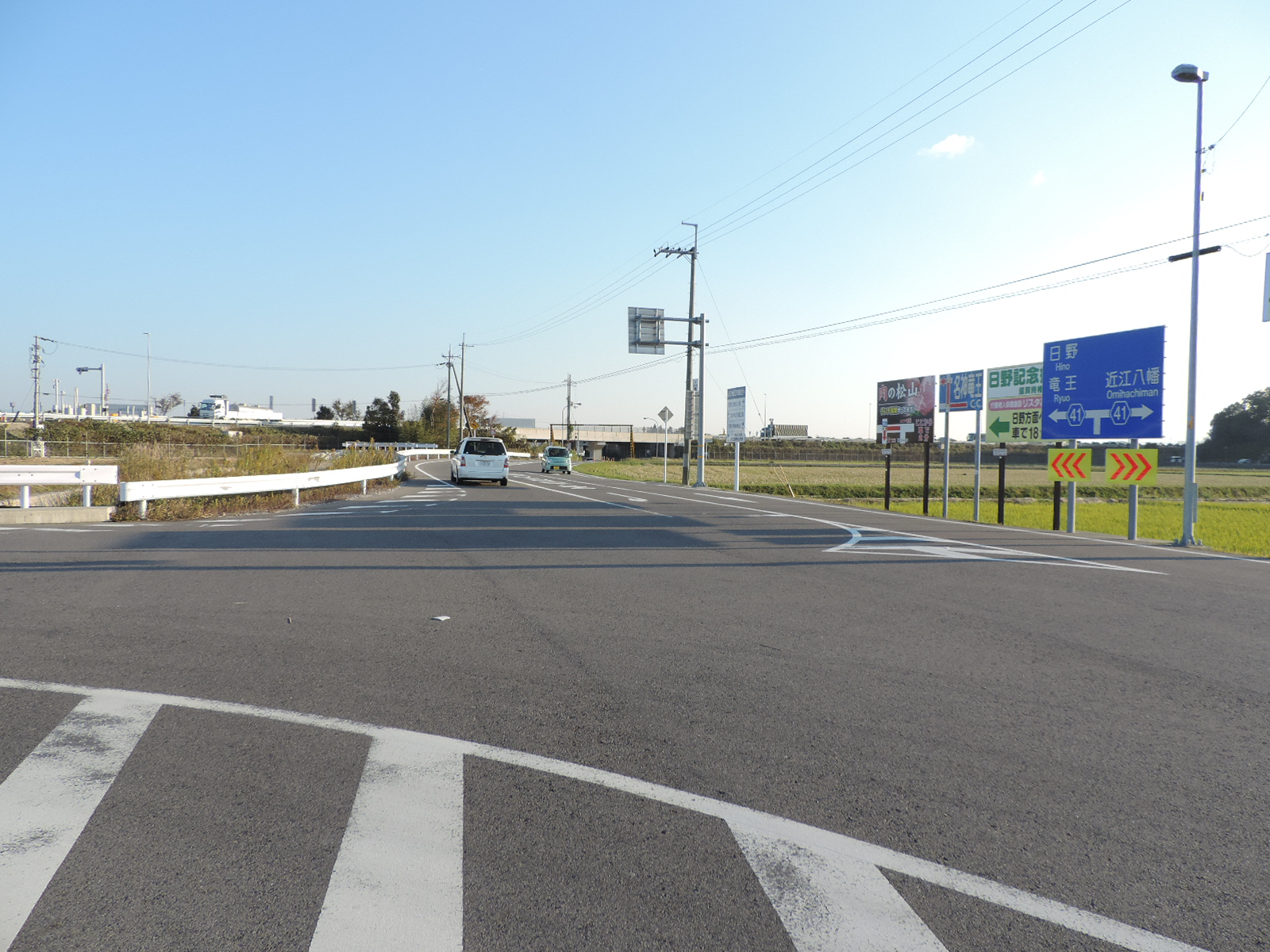
蒲生スマートインターチェンジ（東近江市）付近にて。

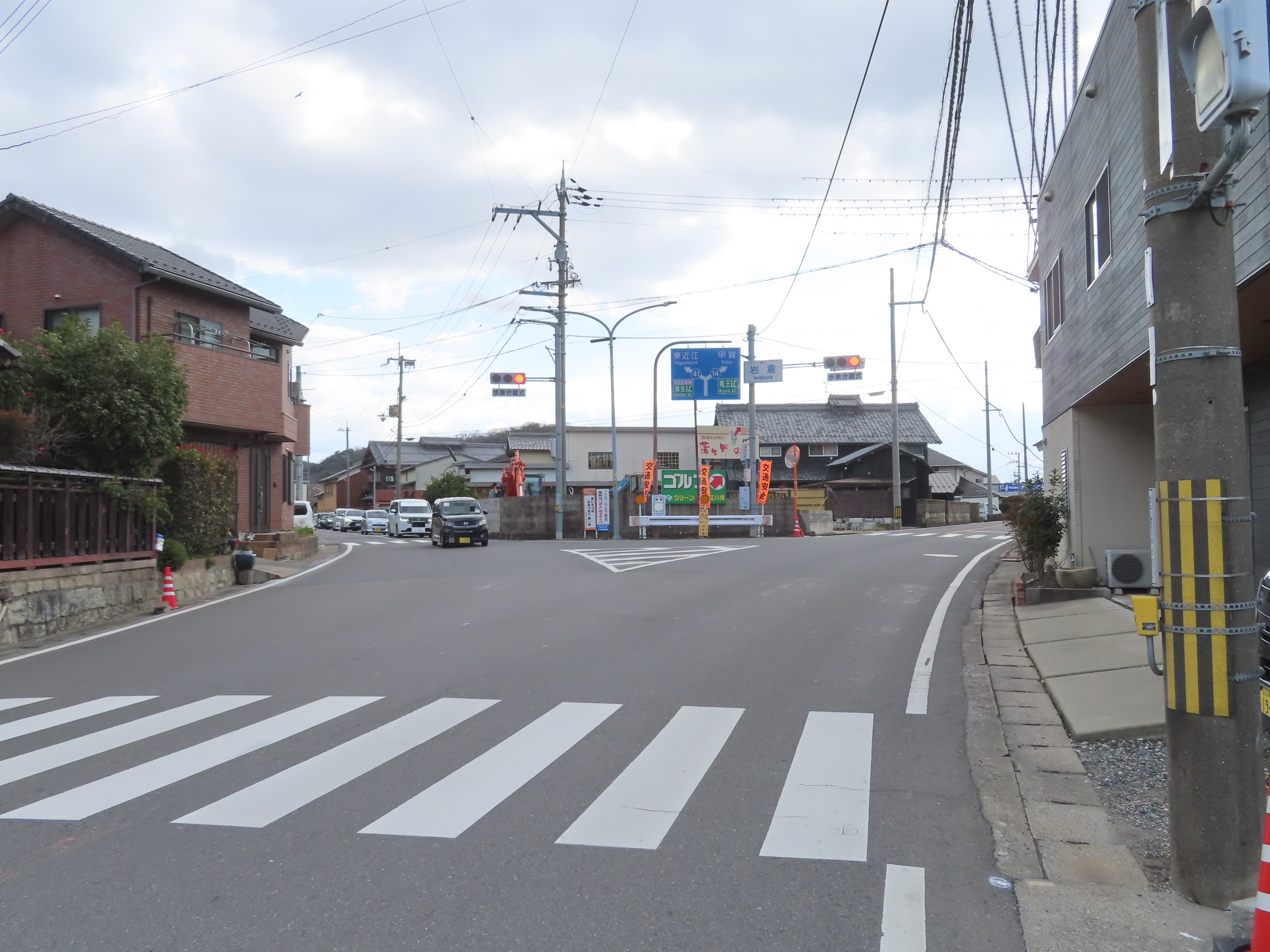
滋賀県道14号近江八幡竜王線と接続する岩倉交差点（近江八幡市）にて。

- 国道1号・滋賀県道24号甲賀土山線（甲賀市土山町頓宮、起点）
- 滋賀県道182号西明寺水口線（蒲生郡日野町鎌掛）
- 日野東部広域農道
- 国道477号（蒲生郡日野町河原二）
- 滋賀県道507号鮎河猪鼻線（蒲生郡日野町河原）
- 国道307号（蒲生郡日野町松尾）
- 滋賀県道183号日野徳原線（蒲生郡日野町三十坪）
- 滋賀県道178号泉日野線（蒲生郡日野町三十坪）
- 滋賀県道180号増田水口線（蒲生郡日野町増田）
- 滋賀県道175号朝日野停車場線（蒲生郡日野町鋳物師町）
- 国道477号（東近江市下麻生町）
- 滋賀県道46号八日市蒲生線（東近江市蒲生岡本町）
- 滋賀県道176号桜川西竜王線（東近江市市子殿町）
- 滋賀県道524号桜川西中在寺線（東近江市川合町）
- 滋賀県道13号彦根八日市甲西線（東近江市川合町）
- 滋賀県道13号彦根八日市甲西線（東近江市川合町）
- 名神高速道路蒲生スマートインターチェンジ（東近江市上羽田町:上り線・東近江市横山町:下り線）
- 滋賀県道168号下羽田市辺線（東近江市下羽田町）
- 滋賀県道14号近江八幡竜王線（近江八幡市馬淵町、終点）

### 沿線にある施設など
- 名神栗東カントリークラブ
- 頓宮ダム
- 誓敬寺
- 平和堂 日野店
- 関西みらい銀行 日野支店
- 湖東信用金庫 日野支店
- 日野町立日野小学校、日野幼稚園
- NTT西日本 滋賀支店近江日野別館
- 日野町立日野公民館
- ふたば保育園
- NTT西日本 滋賀支店蒲生別館
- フレンドマート 蒲生店
- あかね古墳公園（天乞山古墳、久保田山古墳）
- 二本松古墳群
- 内堀遺跡、永田遺跡
- 八日市平田郵便局
- 東近江市立平田幼稚園
- 光明寺
- 上平木古墳群
- 妙感寺